# Georg Krausz

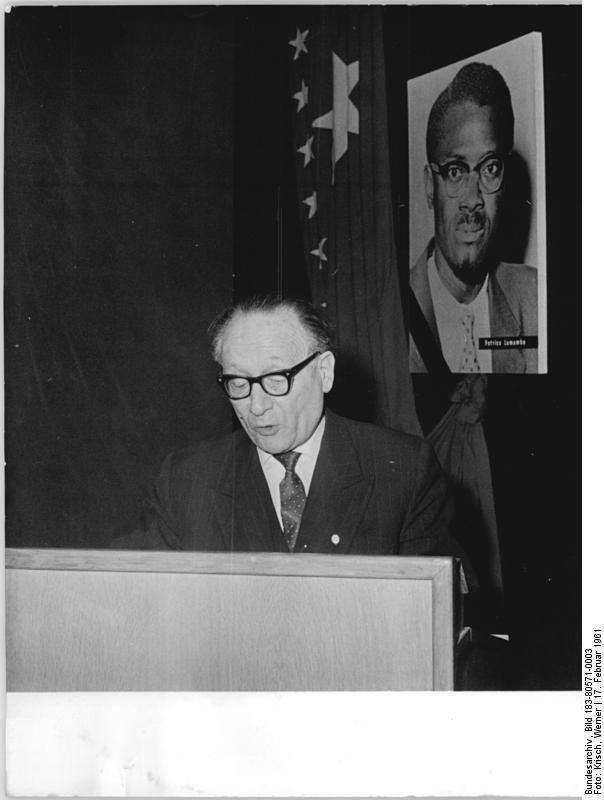
Georg Krausz am 17. Februar 1961 bei seiner Eröffnungsansprache im Ausstellungszentrum am Berliner Bahnhof Friedrichstrasse zur Ausstellung des VDJ gegen Kolonialismus „Der Tag begann – Freiheit und Unabhängigkeit für alle Völker“

Georg Krausz (* 2. März 1894 in Humenné; † 18. März 1973 in Ost-Berlin) war ein österreichisch-deutscher Journalist und Politiker (KPD/SED). Während der NS-Zeit leistete er Widerstand gegen den Nationalsozialismus.

## Leben
Krausz, dessen Eltern österreich-ungarische Juden waren, war Professorensohn. Nach dem Abschluss seiner Schullaufbahn studierte er zunächst Chemie, wechselte dann zu Germanistik, Romanistik, Psychologie und Kunstgeschichte. Während seines Studiums in Ungarn schloss er sich der linkssozialistischen Studentenbewegung an. Am Ersten Weltkrieg nahm er von 1914 bis 1918 als Soldat der Gemeinsamen Armee teil. Nach Kriegsende 1918 arbeitete er als Studienassessor an einer Oberrealschule.

### Politische Betätigung
Krausz beteiligte er sich an der Räterevolution in Ungarn und gehörte dem revolutionären Direktorium in Nord-Ungarn an. In Ungarn und später der Tschechoslowakei war er Mitbegründer der dortigen kommunistischen Parteien und betätigte sich als Redakteur bei Arbeiterzeitungen in Budapest, Preßburg und Prag. Als Vertreter der Jugend war er Mitglied im ersten ZK der KPTsch. Aufgrund seiner politischen Betätigung wurde er 1921 in der Tschechoslowakei festgenommen, des Landes verwiesen und nach Österreich überstellt. In Wien wurde er in politische Haft genommen und zog nach der Haftentlassung nach Berlin. Als Mitglied der KPD wurde er 1922 bei der Roten Fahne Redakteur für Außenpolitik. Er war dann 1929 bis 1933 Mitarbeiter an verschiedenen kommunistischen Zeitungen und Zeitschriften.

## Widerstand gegen den Nationalsozialismus
Nach der Machtübernahme durch die Nationalsozialisten 1933 ging Krausz in den Untergrund und gehörte der Kreisleitung der KPD in Berlin an. Krausz wurde 1936 festgenommen und wegen „Vorbereitung zum Hochverrat“ zu vier Jahren Zuchthaus verurteilt. Die Haftzeit verbrachte Krausz in den Haftanstalten Berlin-Tegel, Plötzensee, Brandenburg sowie Waldheim. Von dort wurde Krausz 1941 als „politischer Jude“ ins KZ Buchenwald überstellt und erhielt die Häftlingsnummer 3732. Im KZ Buchenwald gehörte er dem konspirativen Lagerwiderstand an. Nach der Befreiung des KZ Buchenwald war er Redakteur der Buchenwalder Nachrichten und leitete die Abteilung Agitation und Propaganda des kommunistischen Parteiarchivs im befreiten Konzentrationslager.

## Nach Kriegsende
Am 25. Mai 1945 machten sich die ehemaligen Buchenwaldhäftlinge Robert Zeiler, dessen Bruder, Georg Rittmann und Krausz auf die Reise, um von Weimar nach Berlin zu gelangen, wo sie die Repatriierung der brandenburgischen und Berliner Häftlinge unterstützen wollten. Aufgrund der desolaten Straßenverhältnisse blieb das Auto am 29. Mai 1945 in Potsdam liegen und die ehemaligen Buchenwaldhäftlinge wurden durch einen NKWD-Offizier festgenommen und zum Schloss Cecilienhof verbracht. Später wurden die Festgenommenen in der Villa Ingenheim durch sowjetische Offiziere verhört und der amerikanischen Spionage verdächtigt. Georg Krausz, der sich als KPD-Mitglied sowie als Angehöriger des kommunistischen Lagerwiderstands im KZ Buchenwald ausweisen konnte, wurde auf seine Erklärungen folgendes von dem vernehmenden sowjetischen Offizier vorgehalten: „Du Jude? Ich denke, Juden in Deutschland alle tot?!“ und weiter „Das brauchen sie mir gerade noch zu erzählen, daß ihnen die Amerikaner erlaubten, kommunistische Parteiausweise zu drucken“.

### Speziallagerhäftling
Krausz wurde in das Speziallager Nr. 5 Ketschendorf verbracht, Anfang 1947 ins Speziallager Nr. 6 Jamlitz verlegt und von dort im April 1947 ins Speziallager Nr. 1 Mühlberg. Danach war Krausz im Speziallager Nr. 2 Buchenwald inhaftiert. Der ehemalige Buchenwaldhäftling Walter Bartel und Wilhelm Pieck versuchten zwischenzeitlich erfolglos, ihren Freund Georg Krausz ausfindig zu machen. Krausz selbst trug seinen Fall wiederholt der periodisch im Lager erscheinenden sowjetischen Untersuchungskommission vor. Jedes Mal wurde ihm entgegnet, dass man nichts für seine Freilassung tun könne. Schließlich konnte Krausz konspirativ eine Nachricht an Wilhelm Pieck nach Berlin senden, der sich bei der sowjetischen Militärverwaltung umgehend um die Freilassung seines Freundes bemühte. Krausz wurde nicht freigelassen, sondern Ende April 1948 nach Torgau verbracht, wo er von dem ehemaligen Buchenwaldhäftling Robert Siewert identifiziert und erst Anfang Mai 1948 freigelassen wurde.

### SED-Funktionär
Danach war er Hauptreferent in der Abteilung Presse, Rundfunk, Werbung beim Parteivorstand der SED. Von 1950 bis 1968 war er Redakteur, Auslandskorrespondent und später stellvertretender Chefredakteur des SED-Zentralorgans Neues Deutschland. In dieser Funktion berichtete er 1951 als Sonderkorrespondent vom Warschauer Offiziersprozess, der zu den stalinistischen Schauprozessen gehörte. Krausz wurde 1957 die Ehrendoktorwürde durch die Karl-Marx-Universität Leipzig verliehen. Krausz führte seitdem den Titel Dr. h. c. Von 1957 bis 1967 war er Vorsitzender des Verbandes der Deutschen Presse bzw. Verbandes der Journalisten der DDR (VDJ) und anschließend bis 1973 Mitglied des Zentralvorstandes des VDJ. Zudem war er Vizepräsident des Internationalen Journalistenverbandes. Ab 1960 war er Mitglied des Komitees für Solidarität mit den Völkern Afrikas, ab 1961 auch Mitglied des Präsidiums der Liga für Völkerfreundschaft.

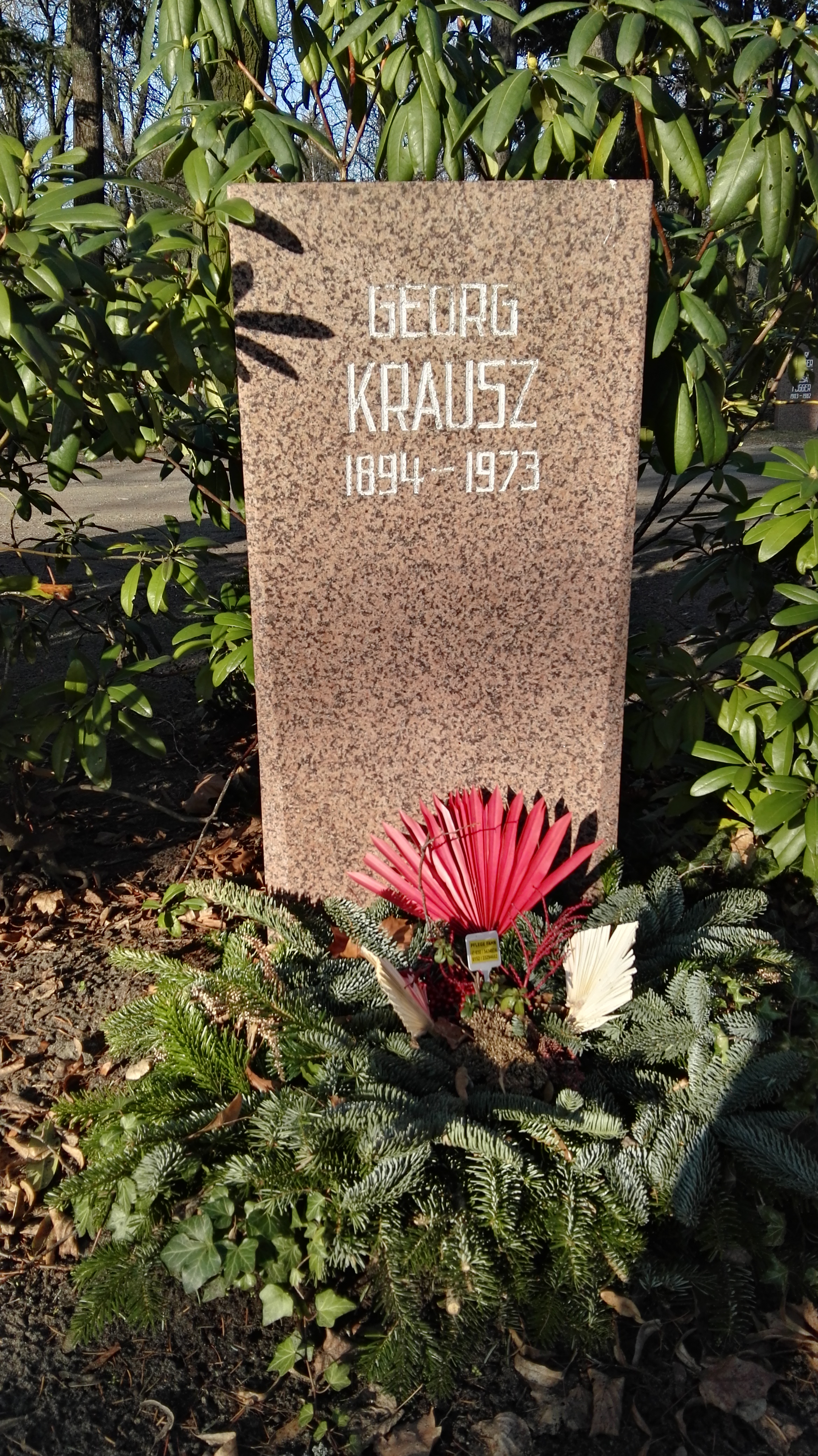
Grabstätte

Krausz war ab 1968 Pensionär und starb fünf Jahre später in Berlin. Er ist in der Grabanlage „Pergolenweg“ des Zentralfriedhofs Friedrichsfelde in Berlin-Lichtenberg beigesetzt.
Zwischen 1976 und 1991 war die 3. Polytechnische Oberschule in Berlin-Niederschönhausen (heutige „Grundschule im Hasengrund“) nach ihm benannt.

## Werke
- Was ist mit gesamtdeutschen freien Wahlen?, 1954
- Gedanken und Erfahrungen eines revolutionären Journalisten, Verband der Journalisten der DDR, Berlin 1974.

## Auszeichnungen
- Vaterländischer Verdienstorden in Silber (6. Mai 1955), in Gold (1969)
- Banner der Arbeit (1959)
- Karl-Marx-Orden (1964)